# نطق

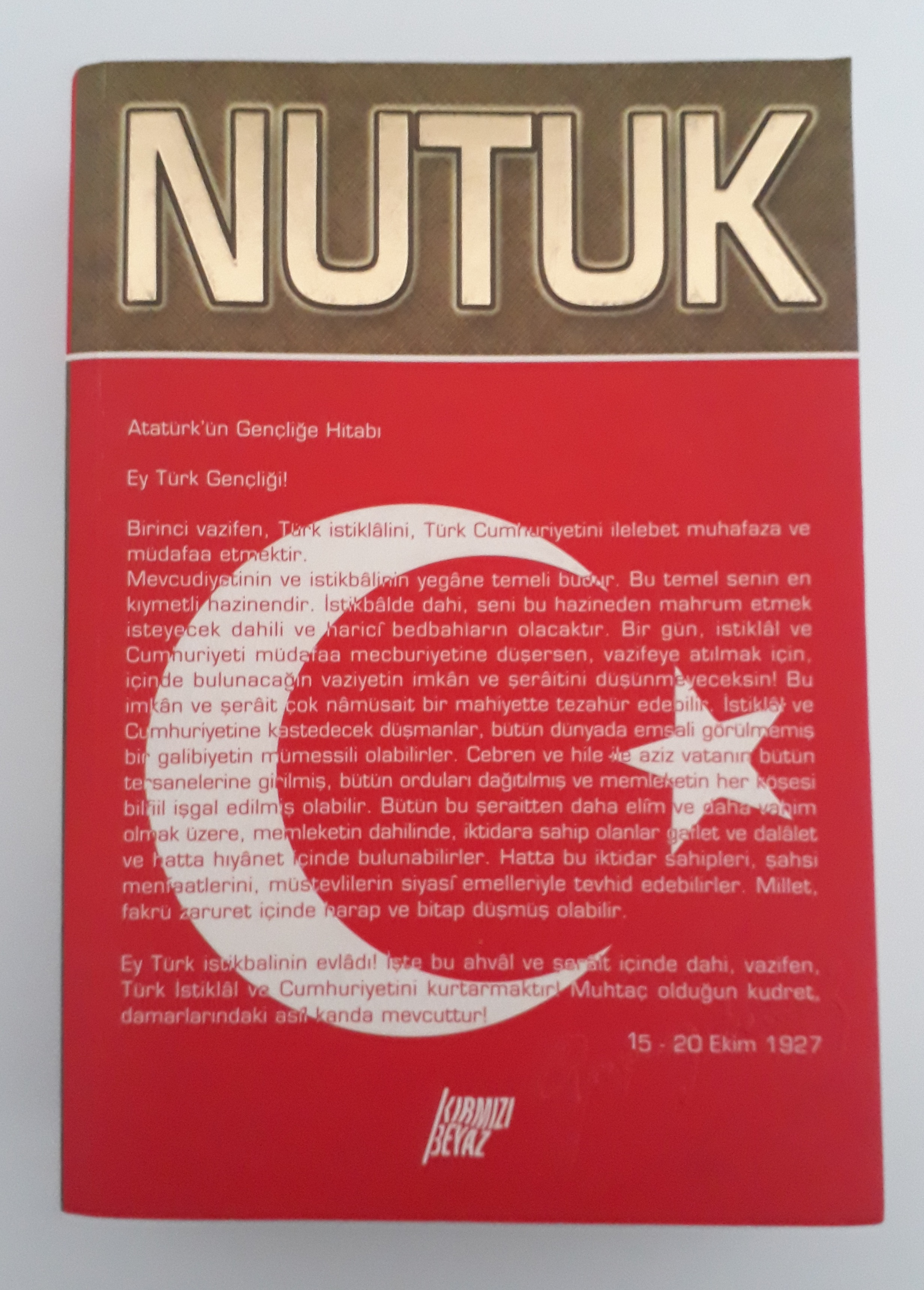
نوتوک

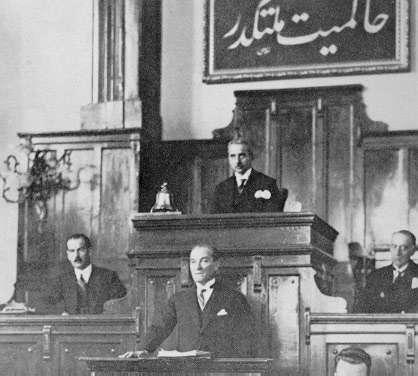
مصطفی کمال در حال ارائه نوتوک در مجمع در سال1927. پیشینه (خط): Hakimiyet Milletindir به معنای «حاکمیت متعلق به مردم است»

نطق (به ترکی مدرن: konuşma؛ سخنرانی) سخنرانی‌ای بود که توسط مصطفی کمال آتاتورک از ۱۵ تا ۲۰ اکتبر ۱۹۲۷ در دومین کنگره حزب جمهوری‌خواه خلق ایراد کرد. این سخنرانی وقایع بین آغاز جنگ استقلال ترکیه در ۱۹ مه ۱۹۱۹ و تأسیس جمهوری ترکیه در سال ۱۹۲۳ را پوشش می‌داد. خواندن آن سی و شش ساعت (در یک بازه زمانی ۶ روزه) توسط آتاتورک به طول انجامید و پایه و اساس تاریخ‌نگاری کمالیستی شد. نوتوک نقطه عطفی در ناسیونالیسم ترک با معرفی یک سری اسطوره‌ها و مفاهیم جدید در گفتمان عمومی مانند جمهوری، دموکراسی، حاکمیت ملت و سکولاریسم بود. آتاتورک در سخنرانی خود این مفاهیم را به عنوان «گرانبهاترین گنجینه» مردم ترکیه، «بنیان» دولت جدید این کشور و پیش شرط‌های «وجود» آینده آنها معرفی کرد.